# Polska na Mistrzostwach Europy w Lekkoatletyce 2016
Polska na Mistrzostwach Europy w Lekkoatletyce 2016 – reprezentacja Polski podczas Mistrzostw Europy w Amsterdamie liczyła 70 zawodników – 38 mężczyzn i 32 kobiety. Początkowo skład liczył 73 lekkoatletów (4 osoby warunkowo), jednak kontuzja wykluczyła ze startu Artura Nogę, zaś Renata Pliś i Adrian Świderski nie zaprezentowali odpowiedniej dyspozycji w występach po mistrzostwach Polski, Dominik Bochenek został dopuszczony do składu pomimo braku występu potwierdzającego formę po mistrzostwach kraju.
| Medale według dni | Medale według dni | Medale według dni | Medale według dni | Medale według dni | Medale według dni | Medale według dni |
| ----------------- | ----------------- | ----------------- | ----------------- | ----------------- | ----------------- | ----------------- |
| Dzień             | Data              |                   |                   |                   | W sumie           |                   |
| Dzień 1           | 6                 | 0                 | 0                 | 0                 | 0                 |                   |
| Dzień 2           | 7                 | 0                 | 0                 | 0                 | 0                 |                   |
| Dzień 3           | 8                 | 2                 | 0                 | 0                 | 2                 |                   |
| Dzień 4           | 9                 | 1                 | 1                 | 0                 | 2                 |                   |
| Dzień 5           | 10                | 3                 | 4                 | 1                 | 8                 |                   |
| Razem             | Razem             | 6                 | 5                 | 1                 | 12                |                   |

## Minima kwalifikacyjne
Termin uzyskiwania wskaźników przypadł na termin 6 maja–26 czerwca 2016 (poza biegiem na 10 000 metrów: 23 kwietnia–12 czerwca oraz półmaratonem: 2 stycznia–30 kwietnia, na drugim z tych dystansów wprowadzono zakaz startu dla kadry olimpijskiej).
| Konkurencja                        | Kobiety   | Mężczyźni |
| ---------------------------------- | --------- | --------- |
| Bieg na 100 metrów                 | 11,43     | 10,35     |
| Bieg na 200 metrów                 | 23,45     | 20,80     |
| Bieg na 400 metrów                 | 52,35     | 46,40     |
| Bieg na 800 metrów                 | 2:02,30   | 1:47,00   |
| Bieg na 1500 metrów                | 4:09,00   | 3:39,00   |
| Bieg na 5000 metrów                | 15:40,00  | 13:40,00  |
| Bieg na 10 000 metrów              | 32:50,00  | 28:40,00  |
| Półmaraton                         | 1:12:45   | 1:03:45   |
| Bieg na 100 metrów przez płotki    | 13,15     | –         |
| Bieg na 110 metrów przez płotki    | –         | 13,75     |
| Bieg na 400 metrów przez płotki    | 56,60     | 50,50     |
| Bieg na 3000 metrów z przeszkodami | 9:48,00   | 8:30,00   |
| Skok wzwyż                         | 1,91      | 2,27      |
| Skok o tyczce                      | 4,45      | 5,60      |
| Skok w dal                         | 6,60      | 7,95      |
| Trójskok                           | 14,00     | 16,75     |
| Pchnięcie kulą                     | 17,40     | 20,00     |
| Rzut dyskiem                       | 59,00     | 63,00     |
| Rzut młotem                        | 69,00     | 75,00     |
| Rzut oszczepem                     | 60,00     | 80,00     |
| Siedmiobój                         | 6000 pkt. | –         |
| Dziesięciobój                      | –         | 7900 pkt. |

## Występy reprezentantów Polski

### Mężczyźni

#### Konkurencje biegowe
| Zawodnik | Konkurencja                   | Eliminacje   | Eliminacje | Półfinał   | Półfinał | Finał      | Finał |
| Zawodnik | Konkurencja                   | Rezultat     | Poz.       | Rezultat   | Poz.     | Rezultat   | Poz.  |
| --- | ----------------------------- | ------------ | ---------- | ---------- | -------- | ---------- | ----- |
| Remigiusz Olszewski | Bieg na 100 m                 | 10,46 q      | 16.        | 10,56      | 23.      | NQ         | NQ    |
| Przemysław Słowikowski | Bieg na 100 m                 | 10,35 q PB   | =9.        | 10,27 PB   | 15.      | NQ         | NQ    |
| Karol Zalewski | Bieg na 200 m                 | 20,69 Q      | 3.         | 20,69      | =8.      | NQ         | NQ    |
| Łukasz Krawczuk | Bieg na 400 m                 | 46,94 Q      | 8.         | 45,86      | 12.      | NQ         | NQ    |
| Jakub Krzewina | Bieg na 400 m                 | 47,09 Q      | =12.       | 46,50      | 21.      | NQ         | NQ    |
| Rafał Omelko | Bieg na 400 m                 | —            | —          | 45,14 q PB | 3.       | 45,67      | 6.    |
| Adam Kszczot | Bieg na 800 m                 | 1:49,38 Q    | 14.        | 1:46,32 Q  | 1.       | 1:45,18    |       |
| Marcin Lewandowski | Bieg na 800 m                 | 1:50,32 Q    | 22.        | 1:47,16 Q  | 5.       | 1:45,54    |       |
| Marcin Chabowski | Półmaraton                    | —            | —          | —          | —        | 1:02:54    | 4.    |
| Szymon Kulka | Półmaraton                    | —            | —          | —          | —        | 1:04:47    | 16.   |
| Dominik Bochenek | Bieg na 110 m przez płotki    | 13,87        | =14.       | NQ         | NQ       | NQ         | NQ    |
| Damian Czykier | Bieg na 110 m przez płotki    | —            | —          | 13,32 q PB | 5.       | 13,40      | 4.    |
| Patryk Adamczyk | Bieg na 400 m przez płotki    | 51,00 Q      | 10.        | 50,12 PB   | 18.      | NQ         | NQ    |
| Robert Bryliński | Bieg na 400 m przez płotki    | 50,74 q      | 7.         | 50,42      | 19.      | NQ         | NQ    |
| Jakub Smoliński | Bieg na 400 m przez płotki    | 53,27        | 25.        | NQ         | NQ       | NQ         | NQ    |
| Krystian Zalewski | Bieg na 3000 m z przeszkodami | 8:31,50 Q    | 2.         | —          | —        | DNS        | DNS   |
| Grzegorz Zimniewicz Przemysław Słowikowski Adam Pawłowski Karol Zalewski Krzysztof Grześkowiak (rez.) Remigiusz Olszewski (rez.) | 4 × 100 m                     | 38,64 Q SB   | 4.         | —          | —        | 38,69      | 6.    |
| Łukasz Krawczuk Kacper Kozłowski Jakub Krzewina Rafał Omelko Michał Pietrzak (el.) Przemysław Waściński (rez.)                   | 4 × 400 m                     | 3:02,09 Q SB | 2.         | —          | —        | 3:01,18 SB |       |

#### Konkurencje techniczne
| Zawodnik            | Konkurencja    | Eliminacje | Eliminacje | Finał    | Finał   |
| Zawodnik            | Konkurencja    | Rezultat   | Pozycja    | Rezultat | Pozycja |
| ------------------- | -------------- | ---------- | ---------- | -------- | ------- |
| Karol Hoffmann      | Trójskok       | 16,93w Q   | 1.         | 17,16 PB |         |
| Sylwester Bednarek  | Skok wzwyż     | 2,23       | 16.        | NQ       | NQ      |
| Piotr Lisek         | Skok o tyczce  | 5,35 q     | =12.       | 5,50     | =4.     |
| Robert Sobera       | Skok o tyczce  | 5,50 q     | =2.        | 5,60     |         |
| Paweł Wojciechowski | Skok o tyczce  | 5,35 q     | =12.       | 5,30     | =7.     |
| Konrad Bukowiecki   | Pchnięcie kulą | 20,65 Q    | 2.         | 20,58    | 4.      |
| Michał Haratyk      | Pchnięcie kulą | 20,45 Q    | 3.         | 21,19    |         |
| Piotr Małachowski   | Rzut dyskiem   | 64,15 Q    | 10.        | 67,06    |         |
| Bartłomiej Stój     | Rzut dyskiem   | 61,30      | 21.        | NQ       | NQ      |
| Robert Urbanek      | Rzut dyskiem   | 64,28 Q    | 8.         | 62,18    | 9.      |
| Marcin Krukowski    | Rzut oszczepem | 81,88 Q    | 7.         | 79,49    | 6.      |
| Łukasz Grzeszczuk   | Rzut oszczepem | 81,05 q    | 10.        | 76,41    | 11.     |
| Kacper Oleszczuk    | Rzut oszczepem | 80,97 q SB | 11.        | 79,34    | 8.      |
| Paweł Fajdek        | Rzut młotem    | 78,82 Q    | 1.         | 80,93    |         |
| Wojciech Nowicki    | Rzut młotem    | 75,85 Q    | 3.         | 77,53    |         |

| Dziesięciobój   | Dziesięciobój       | Dziesięciobój | Dziesięciobój | Dziesięciobój |
| Zawodnik        | Konkurencja         | Wynik         | Punkty        | Pozycja       |
| --------------- | ------------------- | ------------- | ------------- | ------------- |
| Paweł Wiesiołek | Bieg na 100 m       | 10,93         | 876           | 5.            |
| Paweł Wiesiołek | Skok w dal          | NM            | 0             |               |
| Paweł Wiesiołek | Pchnięcie kulą      | NM            | 0             |               |
| Paweł Wiesiołek | Skok wzwyż          | DNS           | DNS           | DNS           |
| Paweł Wiesiołek | Bieg na 400 m       | DNS           | DNS           | DNS           |
| Paweł Wiesiołek | Bieg na 110 m p.pł. | DNS           | DNS           | DNS           |
| Paweł Wiesiołek | Rzut dyskiem        | DNS           | DNS           | DNS           |
| Paweł Wiesiołek | Skok o tyczce       | DNS           | DNS           | DNS           |
| Paweł Wiesiołek | Rzut oszczepem      | DNS           | DNS           | DNS           |
| Paweł Wiesiołek | Bieg na 1500 m      | DNS           | DNS           | DNS           |
| Razem           | Razem               | Razem         | DNF           | DNF           |

### Kobiety

#### Konkurencje biegowe
| Zawodniczka | Konkurencja                   | Eliminacje   | Eliminacje | Półfinał   | Półfinał | Finał      | Finał |
| Zawodniczka | Konkurencja                   | Rezultat     | Poz.       | Rezultat   | Poz.     | Rezultat   | Poz.  |
| --- | ----------------------------- | ------------ | ---------- | ---------- | -------- | ---------- | ----- |
| Marika Popowicz-Drapała                                                                                                   | Bieg na 100 m                 | 11,61 Q      | 14.        | 11,68      | 21.      | NQ         | NQ    |
| Agata Forkasiewicz | Bieg na 200 m                 | 23,53 q PB   | 14.        | 23,59      | 21.      | NQ         | NQ    |
| Anna Kiełbasińska | Bieg na 200 m                 | 23,21 Q SB   | =6.        | 23,36      | 14.      | NQ         | NQ    |
| Klaudia Konopko | Bieg na 200 m                 | 23,76        | 20.        | NQ         | NQ       | NQ         | NQ    |
| Małgorzata Hołub | Bieg na 400 m                 | —            | —          | 51,67 Q PB | 4.       | 51,89      | 5.    |
| Justyna Święty | Bieg na 400 m                 | —            | —          | 52,34 q    | 8.       | 51,96      | 6.    |
| Patrycja Wyciszkiewicz | Bieg na 400 m                 | 52,79 Q      | 3.         | 52,92      | 18.      | NQ         | NQ    |
| Angelika Cichocka | Bieg na 800 m                 | DNS          | DNS        | NQ         | NQ       | NQ         | NQ    |
| Sofia Ennaoui | Bieg na 800 m                 | DNS          | DNS        | NQ         | NQ       | NQ         | NQ    |
| Joanna Jóźwik | Bieg na 800 m                 | 2:04,62 Q    | 20.        | 2:01,52 Q  | 5.       | 2:00,57 SB | 6.    |
| Angelika Cichocka | Bieg na 1500 m                | 4:13,47 Q    | 11.        | —          | —        | 4:33,00    |       |
| Sofia Ennaoui | Bieg na 1500 m                | 4:10,99 Q    | 3.         | —          | —        | 4:34,84    | 7.    |
| Danuta Urbanik | Bieg na 1500 m                | 4:14,86      | 15.        | —          | —        | NQ         | NQ    |
| Agnieszka Mierzejewska | Półmaraton                    | —            | —          | —          | —        | 1:12:10    | 9.    |
| Dominika Napieraj | Półmaraton                    | —            | —          | —          | —        | DNF        | DNF   |
| Karolina Kołeczek | Bieg na 100 m przez płotki    | 13,06 Q      | 5.         | 13,09      | 15.      | NQ         | NQ    |
| Emilia Ankiewicz | Bieg na 400 m przez płotki    | 56,43 Q PB   | 2.         | 56,05 q PB | 8.       | 57,31      | 8.    |
| Joanna Linkiewicz | Bieg na 400 m przez płotki    | —            | —          | 55,74 Q    | 3.       | 55,33      |       |
| Tina Matusińska | Bieg na 400 m przez płotki    | 59,22        | 22.        | NQ         | NQ       | NQ         | NQ    |
| Matylda Kowal | Bieg na 3000 m z przeszkodami | 9:46,25 Q    | 12.        | —          | —        | 9:57,27    | 14.   |
| Agata Forkasiewicz Marika Popowicz-Drapała Anna Kiełbasińska Ewa Swoboda Klaudia Konopko (rez.) Katarzyna Sokólska (rez.) | 4 × 100 m                     | 43,59 q SB   | 8.         | —          | —        | 43,24 SB   | 7.    |
| Ewelina Ptak Małgorzata Hołub Patrycja Wyciszkiewicz Justyna Święty Martyna Dąbrowska (el.) Iga Baumgart (el.)            | 4 × 400 m                     | 3:27,72 Q SB | 2.         | —          | —        | 3:27,60 SB | 4.    |

#### Konkurencje techniczne
| Zawodniczka             | Konkurencja    | Eliminacje | Eliminacje | Finał    | Finał   |
| Zawodniczka             | Konkurencja    | Rezultat   | Pozycja    | Rezultat | Pozycja |
| ----------------------- | -------------- | ---------- | ---------- | -------- | ------- |
| Anna Jagaciak-Michalska | Trójskok       | 14,33 Q PB | 1.         | 14,40w   | 4.      |
| Justyna Śmietanka       | Skok o tyczce  | 4,20       | 21.        | NQ       | NQ      |
| Paulina Guba            | Pchnięcie kulą | 17,44 Q    | 7.         | 16,95    | 11.     |
| Maria Andrejczyk        | Rzut oszczepem | 57,93      | 13.        | NQ       | NQ      |
| Marcelina Witek         | Rzut oszczepem | 55,03      | 22.        | NQ       | NQ      |
| Joanna Fiodorow         | Rzut młotem    | 69,35 q    | 8.         | 69,48    | 10.     |
| Malwina Kopron          | Rzut młotem    | 69,23 q    | 9.         | 70,91    | 6.      |
| Anita Włodarczyk        | Rzut młotem    | 73,94 Q    | 1.         | 78,14    |         |

| Siedmiobój        | Siedmiobój     | Siedmiobój | Siedmiobój | Siedmiobój |
| Zawodniczka       | Konkurencja    | Wynik      | Punkty     | Pozycja    |
| ----------------- | -------------- | ---------- | ---------- | ---------- |
| Karolina Tymińska | 100 m p.pł.    | DNF        | 0          |            |
| Karolina Tymińska | Skok wzwyż     | DNS        | DNS        | DNS        |
| Karolina Tymińska | Pchnięcie kulą | DNS        | DNS        | DNS        |
| Karolina Tymińska | 200 m          | DNS        | DNS        | DNS        |
| Karolina Tymińska | Skok w dal     | DNS        | DNS        | DNS        |
| Karolina Tymińska | Rzut oszczepem | DNS        | DNS        | DNS        |
| Karolina Tymińska | 800 m          | DNS        | DNS        | DNS        |
| Razem             | Razem          | Razem      | DNF        | DNF        |